# 共和 (荷兰)
共和（荷蘭語：Republiek）是荷兰的一个共和主义压力团体，主张用法定的议会共和制取代荷兰君主制。该组织于1998年1月21日在阿姆斯特丹成立，由埃沃特·伊尔兰赫和伊丽莎白·范德·斯滕霍芬创建，最初取名为新共和协会。该组织是欧洲共和运动联盟的成员组织，是目前荷兰最大的专注于推动建立共和国的组织。该组织表示其使命是：“废除荷兰君主制，建立民主共和国。”该组织有3780名成员。